# Chloroscypha
Chloroscypha Seaver – rodzaj grzybów z typu workowców (Ascomycota).

## Systematyka i nazewnictwo
Pozycja w klasyfikacji według Index Fungorum: Gelatinodiscaceae, Helotiales, Leotiomycetidae, Leotiomycetes, Pezizomycotina, Ascomycota, Fungi.
Synonimy: Parksia E.K. Cash.

## Gatunki występujące w Polsce
- Chloroscypha sabinae (Fuckel) Dennis 1954

Nazwy naukowe na podstawie Index Fungorum. Wykaz gatunków polskich według M.A. Chmiel. 